# The Last Time (The Script)
The Last Time is een nummer van de Ierse rockband The Script uit 2019. Het is de eerste single van hun zesde studioalbum Sunsets & Full Moons.
Volgens zanger Danny O'Donoghue gaat het nummer over "de intense gevoelens die je ervaart wanneer je je realiseert dat je degene van wie je houdt voor de laatste keer ziet". Met "The Last Time" grijpen de mannen van The Script terug naar de muziek die ze in hun beginperiode maakten. Het nummer haalde in Ierland, het thuisland van de band, een bescheiden 46e positie. In de Nederlandse Top 40 had het nummer het meeste succes met een 17e positie, terwijl het nummer het in Vlaanderen met een 9e positie in de Tipparade moest doen.